# Душан Ђорђевић (политичар)
Душан Ђорђевић (Велико Градиште, 13/26. новембар 1892 – Београд, новембар 1944) био је српски правник и финансијски стручњак, министар финансија у Влади народног спаса Милана Недића током Другог светског рата.

## Биографија
Душан Ђорђевић рођен је 1892. године у Великом Градишту, од оца Ђорђа, поручника српске војске, и мајке Ленке. Основну школу завршио је у родном месту, а гимназију у Пожаревцу школске 1910/11. године. Уписао је правне науке у Француској, али студије је морао да прекине ради одслужења војног рока које започиње септембра 1914. у Скопљу, у јеку аустроугарских напада на Србију на почетку Првог светског рата. Као један од 1300 каплара прикључен је српској војсци и све време рата служио је у 11. пешадијском пуку шумадијске дивизије. Демобилисан је марта 1919. изашавши из војске као резервни пешадијски капетан. Одликован је орденом Белог Орла са мачевима 5. степена, орденом Светог Саве 5. степена, добитник је три златне и једне сребрне медаље за храброст. По завршетку рата вратио се у Француску где је дипломирао правне науке на Сорбони 1921. године.
Исте године ступа у државну службу при министарству иностраних дела, да би убрзо постао писар 1. класе Краљевског посланства у Бриселу. Наредних година бива именован за секретара министарства иностраних дела, а 1924. године послат је као секретар у Краљевско посланство у Берну. Новембра 1926. године постављен је за секретара Краљевске делегације при изванредној Скупштини Друштва народа у Женеви.
Иако правник по образовању, током боравка у иностранству препознат је и као врстан финансијски стручњак, те 1928. ступа на нову дужност у Дирекцији Државних дугова Министарства финансија. Учествовао је у ликвидацији земљорадничких дугова, а као стручњак за државну благајну и опуномоћени државни представник, 1939. године водио је преговоре са званичницима иностраних влада и банкарским повериоцима ради регулисања спољног дуга. Био је члан и председник југословенске делегације која је од 1939. до 1941. водила преговоре са Немачком ради регулисања питања наслеђеног дела дуга бивших области Аустроугарске које су ушле у састав Краљевине Југославије, као и српских зајмова с краја 19. и почетка 20. века.

## Политичко деловање током Другог светског рата
Душан Ђорђевић ушао је у владу Милана Недића као министар финансија 15. октобра 1941. 
У сарадњи са владом Краљевине Југославије у егзилу, снаге Драгољуба Михаиловића уврстиле су у једном тренутку Душана Ђорђевића на листу од 75 имена за стављање под слово „З”, која је била оглашавана преко радио Лондона. На положају министра финансија остао је до распуштања Недићеве владе октобра 1944. По уласку здружених јединица НОВ и ПОЈ и Црвене армије у Београд 20. октобра 1944. године, Душан Ђорђевић је лишен слободе и изведен пред Војни суд I пролетерског корпуса. На саслушању је, између осталог, изјавио да је као дотадашњи начелник министарства финансија морао да прихвати дужност министра финансија у Недићевој влади јер му је било наређено. Пресудом донетом 18. новембра 1944. године, Војни суд прогласио је ратним злочинцима уз изрицање смртне казне стрељањем, одузимање части и конфискацију целокупне имовине, следеће чланове Недићеве владе:
1. Радослава Веселиновића, министра пољопривреде
2. Душана Ђорђевића, министра финансија
3. Јована Мијушковића, министра социјалне политике
4. Буду Цвијановића, помоћника министра пољопривреде

Име Душана Ђорђевића нашло се на списку 105 стрељаних ратних злочинаца и народних непријатеља објављеном 27. новембра 1944. у Политици. У овом саопштењу Војног суда I корпуса НОВЈ означен је као један од најближих Недићевих сарадника, повезан са Дражом Михаиловићем коме је предао знатне суме државног новца.
Јануара 1945. године Суд Националне части у Београду осудио је на четири године тешког присилног рада и осам година губитка националне части др Жарка Ступара, шефа кабинета министра Душана Ђорђевића.
Душан Ђорђевић оставио је иза себе супругу Даницу и ћерку Иванку.